# Walerij Tretiakow
Walerij Tretiakow, lit. Valerij Tretjakov, ros. Валерий Третьяков (ur. 19 stycznia 1958 w Ługańsku) – litewski dziennikarz, wydawca i polityk rosyjskiego pochodzenia, poseł na Sejm Republiki Litewskiej (2000–2004).

## Życiorys
W 1975 ukończył szkołę średnią w Anapie. Po przeprowadzce na Litwę podjął pracę w wileńskim przedsiębiorstwie budowlanym. W 1979 rozpoczął studia na Wydziale Filologii Wileńskiego Uniwersytetu Państwowego, którego absolwentem został w 1984. Po rozpoczęciu przemian gospodarczych na Litwie uzyskał zatrudnienie w prywatnej firmie.
Od 1995 wchodził w skład władz spółki akcyjnej wydającej przeznaczony dla rosyjskiej mniejszości tygodnik "Litowskij kurier". W 2000 uzyskał jako bezpartyjny kandydat mandat posła na Sejm z list Nowego Związku – Socjalliberałów. Był przewodniczącym grupy parlamentarnej ds. kontaktów z Ukrainą. W 2004 i 2008 bez powodzenia kandydował w kolejnych wyborach parlamentarnych.
Jest członkiem Związku Rosyjskich Wydawców oraz Światowego Stowarzyszenia Prasy (World Association of Newspapers, WAN). Należy do Litewskiego Związku Dziennikarzy. Objął stanowisko generalnego dyrektora spółki prawa handlowego UAB Litovskij kurjer.